# Eulalia de Abaitua y Allende-Salazar
Eulalia de Abaitua y Allende-Salazar (Bilbao, 25 de gener de 1853 - 16 de setembre de 1943) va ser una fotògrafa basca.
És la primera fotògrafa de qui hi ha referències al País Basc. Va destacar per la qualitat tècnica de les seves fotografies; per recollir costums, festes i tradicions de la seva època; per l'interès social i humà dels seus retrats al natural, que trencaven amb la pràctica fins aleshores habitual dels fotògrafs de centrar-se en monuments i retrats d'estudi; i per retratar les feines i actituds de les dones dotant-les de protagonisme.
Gran part del seu treball, que va ser de caràcter amateur pel fet de ser dona en la seva època i que suma més de 2.500 imatges, es conserva al Museu Basc –Euskal Museoa– de Bilbao, on se n'exposa una mostra.

## Infància i formació
Era filla de Luis de Abaitua i Mª Eulalia Allende-Salazar, que morí poc després del part. Per aquest motiu, honorà la seva mare duent el seu nom i renunciant al seu, María Elvira Juliana. Per desig del seu pare, estudià al col·legi del Sagrat Cor de Jesús de Sarrià (Barcelona) encara que es desconeix els estudis que hi cursà.

## Inicis en la fotografia
El 1871, coincidint amb la Tercera Guerra Carlina, es va traslladar amb tota la família a viure a Liverpool (Anglaterra). Allí es va casar amb un enginyer civil, Juan Narciso de Olano Picavea, amb qui va tenir quatre fills. Durant la seva estada a Anglaterra, Eulalia de Abaitua va descobrir la fotografia, els materials i la seva tècnica.
En tornar a Espanya el 1876 es va establir al Palacio del Pino, situat al costat del Santuari de la Mare de Deu de Begoña, a Bilbao (Biscaia). En el soterrani d'aquesta mansió va instal·lar el seu laboratori fotogràfic i va començar a retratar l'univers que tenia al voltant. El seu material preferit van ser les plaques estereoscòpiques de vidre, tant positives com negatives, en format 4,5 cm x 10,7 cm, i l'emulsió de gelatinobromur.

## La seva obra
L'obra d'Abaitua és un document històric que recull costums, festes i tradicions de la seva època, en el que es considera un document de fotografia antropològica. Sota una atenta i sensible mirada recull aspectes de la vida rural i urbana que l'envoltava, alhora que capta les més diverses feines i actituds de les dones de l'època, dotant-les d'un important protagonisme i acostant el seu paper als nostres dies.
Per la qualitat tècnica de les seves fotografies i pel profund interès social i humà dels seus retrats, en una època en què els fotògrafs retrataven sobretot monuments i tipus en l'estudi, se la reconeix com una fotògrafa excepcional i una de les pioneres de la fotografia a Espanya.
Eulalia de Abaitua va ser fotògrafa de la senzillesa, la naturalitat i l'espontaneïtat i treballà gairebé sempre en exteriors i amb llum natural. Per fotografiar persones, feia servir diversos enquadraments: plànols de bust o mitjans, americans o de tres quarts, i de cos sencer.
Es va centrar a retratar, sense retocs, la senzillesa de la gent del poble, les persones humils, en la seva vida comuna, en el quefer diari i en el temps de lleure, descrivint-les com a insòlites estampes de la vida quotidiana en plena expansió d'una revolució industrial que semblava que havia de sepultar tot la resta i que conformen un univers de records. Va immortalitzar amb la seva càmera múltiples imatges on les dones són les protagonistes: venedores de sardines al Mercat de la Ribera, bugaderes a les ribes del riu Nervión, lleteres, dones carretejant l'aigua o conreant la terra. També va capturar les celebracions socials, els racons mariners i urbans, les persones de totes les edats, els rostres, els treballs i els gestos, aportant una visió etnogràfica de la seva terra en la seva època.
La seva obra es divideix en tres blocs: la vida privada, les imatges costumistes i els viatges. El primer bloc el protagonitzen els seus familiars i amistats al Palacio del Pino; el segon es compon d'instantànies que registren l'ambient de la seva localitat i voltants; el tercer són fotografies dels seus viatges per Itàlia, Venècia, el Marroc, Lorda, Màlaga, Madrid, l'Illa de Creta…

## Les imatges de les dones
Un dels aspectes destacables de l'obra fotogràfica d'Eulalia Abaitua es troba en les seves fotografies de dones. Les seves imatges femenines són reals i traslluen l'empatia i naturalitat que es respira en les retratades entre si i entre aquestes i la fotògrafa. Les mirades i actituds que reflecteix es troben lluny de les estereotipades idealitzacions masculines, imperants fins aleshores, centrades a destacar, de les dones, la bellesa, el recolliment, la maternitat o l'erotisme... I així, les seves fotografies presenten imatges pures i realistes de les dones retratades, que s'ofereixen a la càmera amb franquesa i decisió, ja siguin bugaderes o senyores, minyones o pageses.

## Arxiu fotogràfic
Els fons documentals de l'arxiu fotogràfic d'Eulalia d'Abaitua es troben al Museu Basc de Bilbao, que custodia més de 2.500 imatges preses per la fotògrafa. Una mostra d'aquest treball s'exposa per donar a conèixer la vida i obra d'aquesta dona proporcionant-li el reconeixement públic que es mereix, tant per la bellesa de les instantànies com per i per ser un testimoniatge de la seva època d'un indubtable valor històric.
La col·lecció completa resulta una mostra del paisatge urbà i rural de Biscaia en el pas del segle xix al segle xx. Per això el seu treball fotogràfic, dut a terme amb un llenguatge directe, es considera com una prova rigorosa de la realitat del seu temps.

## Exposicions

### Individuals
- Arratiako irudiak / Imatges d'Arratia (Ludoteca d'Areatza, Bilbao, 2013)[7]
- La fotògrafa Eulalia de Abaitua, 1853-1943 (Museu Basc, Bilbao, 2010-2011)
- Guernica-Lumo (Euskal Herria Museoa, 2011)
- República i Santuari / Errepublika eta Santutegia (2005)
- Mirades del passat / Lehenagokoen begiratuak (1998)
- La Família / Senitartea (1994)
- La Ria, imatges d'un altre temps / Kresalibaia behinolako irudiak (1991)
- Dones Basques d'Ahir / Gure Aurreko Andrak (Museu Basc, Bilbao, 1990)
- Begoña (1900)

### Col·lectives
- El contracte (Alhóndiga Bilbao, Bilbao, 2014)
- Espanya contemporània: fotografia, pintura i moda (Fundació Mapfre, Madrid, 2013)
- 100 anys en femení: una història de les dones a Espanya (Centro Conde Duque, Madrid, 2012)
- Passat de moda / Boladaz pasatuta (Museu Arqueològic, Etnogràfic i Històric Basc / Euskal Arkeologia, Etnografia eta Kondaria Museoa, Bilbao, 2003)

## Homenatges i reconeixements
El seu nom s'ha inclòs a la llista de carrers d'algunes ciutats:
- Glorieta Eulalia Abaitua, Valdemoro (Madrid)[8]
- Carrer Eulalia Abaitua, Guadalajara[9]
- Carrer Eulalia Abaitua, Bilbao[10]

Fotografies d'Eulalia de Abaitua
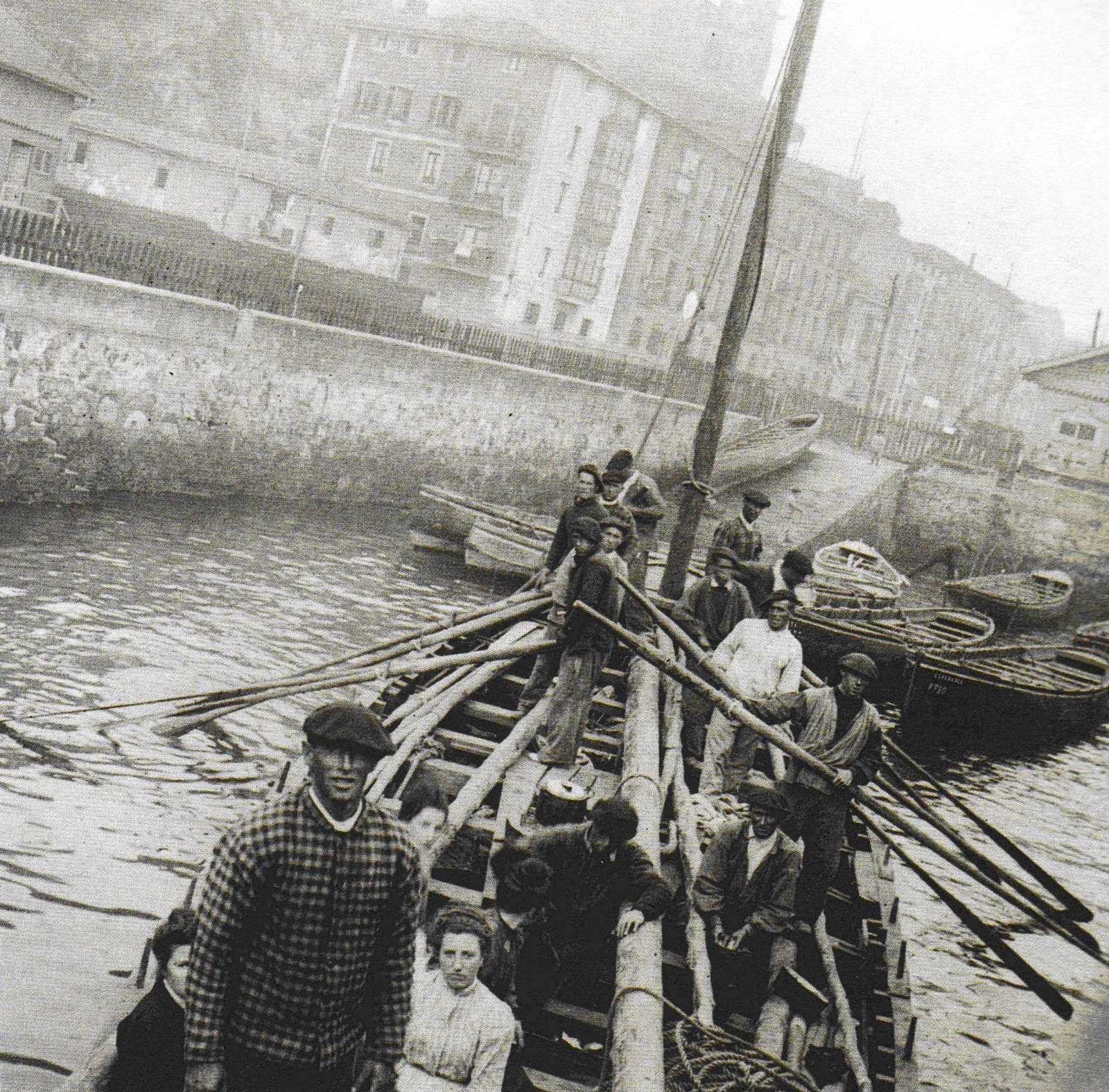
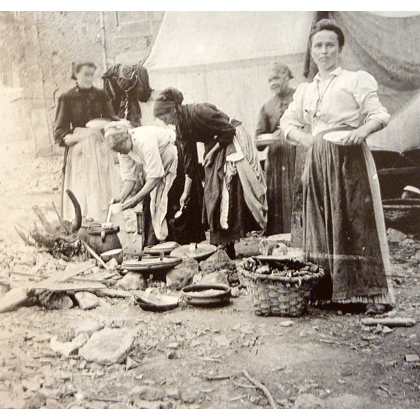
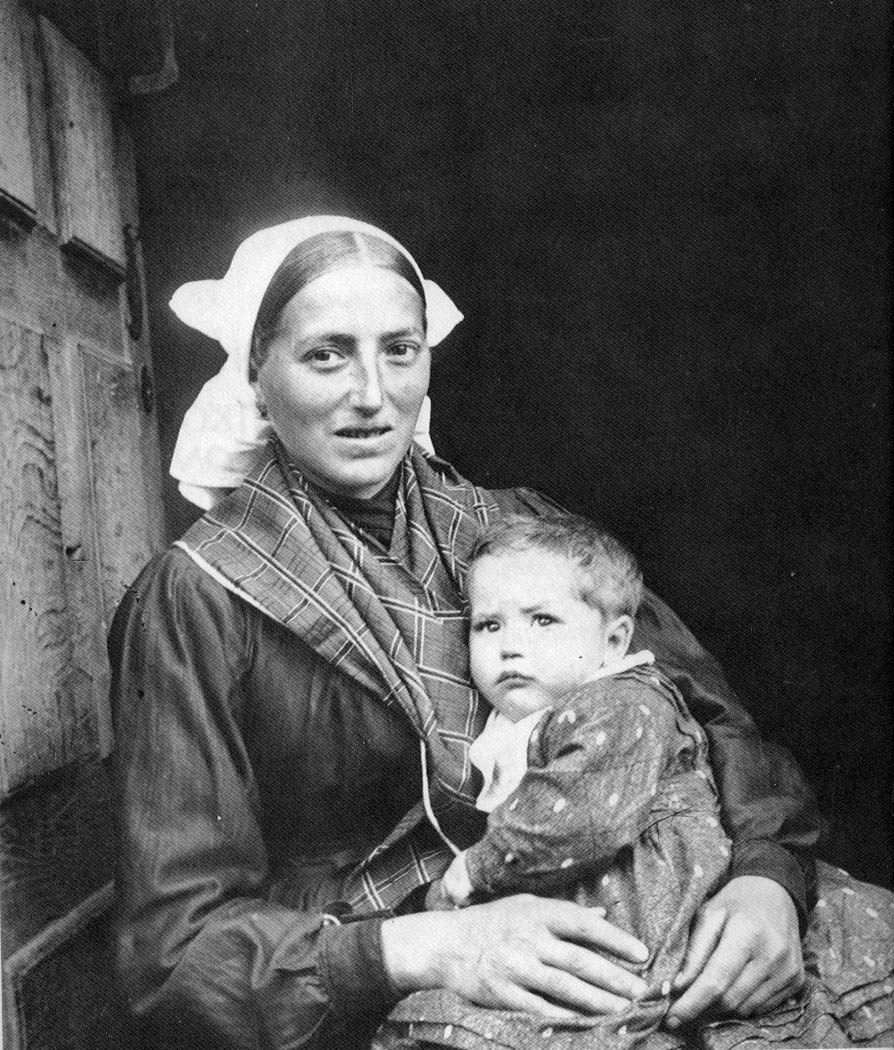
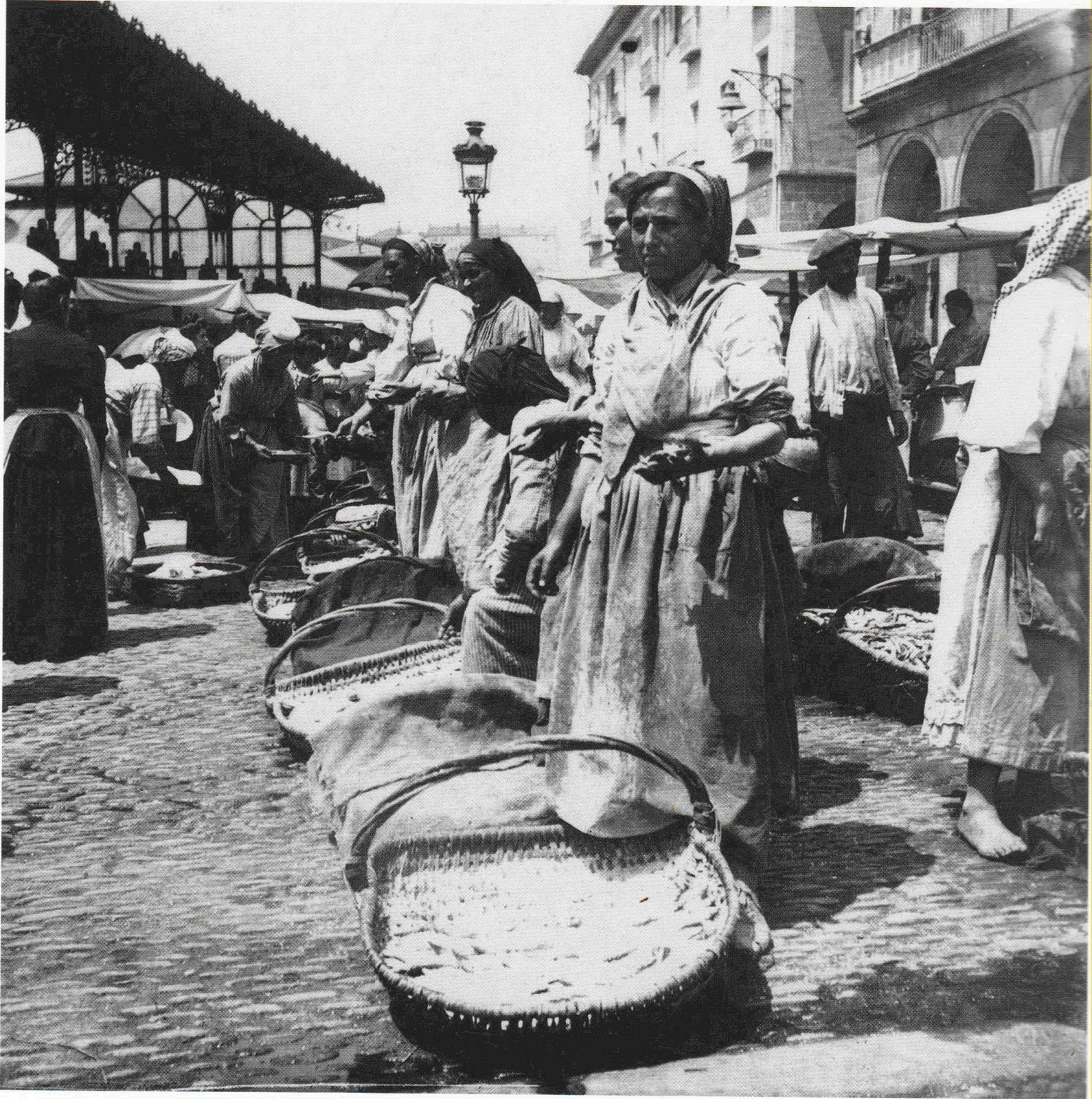
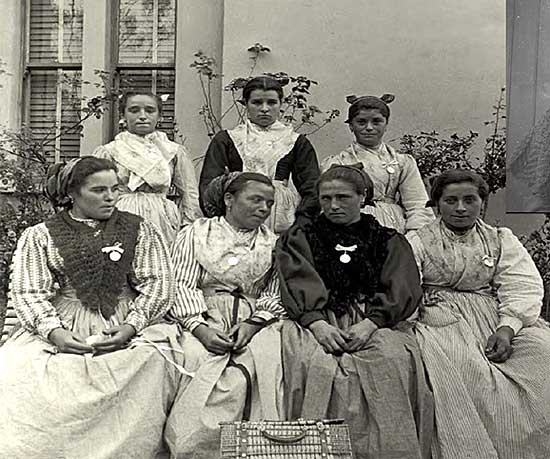